# Birveta
Birveta (vitryska: Бірвета) är ett vattendrag i Belarus. Det ligger i den norra delen av landet, 160 kilometer norr om huvudstaden Minsk.